# Nathan Hale

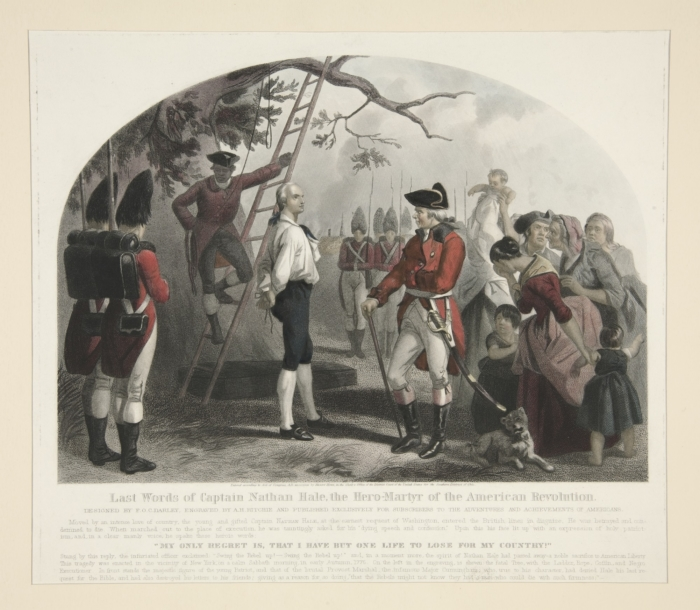
Nathan Hales sista ord. Historiemålning från 1858.

Nathan Hale, född 6 juni 1755 i Connecticut, avrättad 22 september 1776; amerikansk patriot och revolutionär under amerikanska frihetskriget.
Nathan Hale var en officer i kontinentalarmén under det amerikanska frihetskriget. Han anmälde sig som frivillig för ett underrättelseuppdrag i civila kläder mot britterna i staden New York, men upptäcktes, tillfångatogs och avrättades som spion genom hängning. Hans sista ord - vilka gjorde honom berömd - var: Jag beklagar att jag endast har ett liv att ge för mitt land.

## Ungdomen

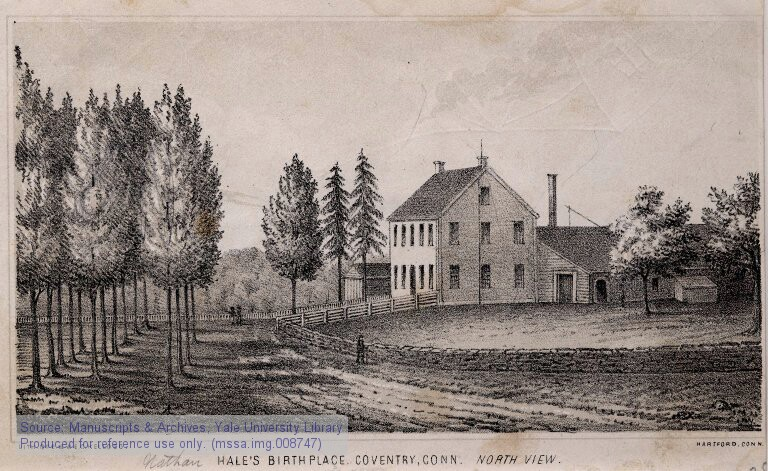
Nathan Hales barndomshem.

Nathan Hale var son till en välbeställd lantbrukare i Coventry, Connecticut. När han var tretton år gammal sändes han tillsammans med sin äldre bror Enoch till Yale College. Vid Yale tillhörde bröderna Hale det litterära studentsällskapet Linonia, där medlemmarna debatterade ämnen inom astronomi, matematik, litteratur och etik, spelade teater, festade och höll tal. Nathan uteхaminerades 1773 med högsta betyg och blev först lärare i East Haddam och sedan vid latinskolan i  New London, Connecticut, där man undervisade i latin, rättskrivning, matematik och klassisk litteratur. Det var vanligt bland nyuteхaminerade filosofie kandidater att bli lärare, men det var sällan eller aldrig avsett att vara ett permanent yrkesval utan endast en tillfällig sysselsättning innan man fann en bättre plats. Nathan trivdes inte i East Haddam, men han fann livet trevligare i New London med det livligare umgängeslivet i staden. I slutet av 1774 blev Nathan erbjuden anställning som rektor för latinskolan, ett erbjudande som han accepterade. Men kriget skulle komma emellan.

## Kriget
När motsättningarna mellan de Tretton kolonierna och moderlandet ökade, anmälde sig Nathan Hale, precis som många andra unga män, som frivillig i det lokala hemvärnet. Han blev vald till fältväbel av kamraterna i sitt kompani. När det amerikanska frihetskriget på våren 1775 bröt ut efter Lexington och Concord mobiliserades Nathans kompani för att delta i Bostons belägring. Men Nathan förblev kvar i New London. I juli 1775 tog han dock avsked från sin lärartjänst och anställdes som löjtnant vid 7th Connecticut State Regiment. När detta regemente 1776 införlivades med kontinentalarmén som 19th Connecticut Regiment blev Nathan kapten och kompanichef. 

## Uppdraget

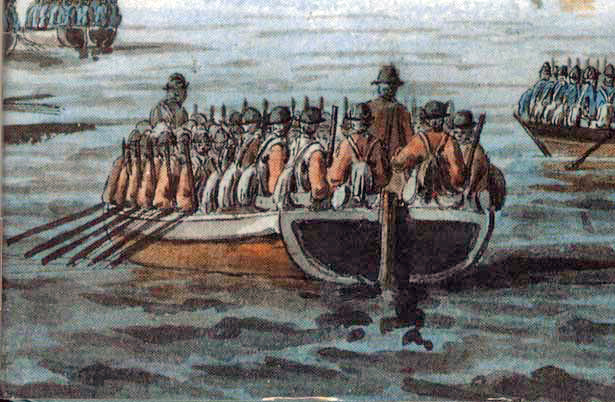
Brittiska trupper landsteg på Long Island 22 augusti 1776.

Sedan den brittiska armén evakuerat Boston i mars 1776, drog den sig tillbaka till Halifax, Nova Scotia. I slutet på augusti 1776 landsteg dock en stor brittisk arméstyrka på Long Island utanför New York och drev undan de patriotiska styrkorna för att den 15 september ta staden. Under striderna om New York organiserade kontinentalarmén en provisorisk jägarkår, Knowlton's Rangers, vars huvuduppgift var underrättelseinhämtning. Kåren bestod av frivilliga från andra förband och Nathan Hale blev en av dess tre kompanichefer. Innan britterna hade börjat avancera mot New York visste inte den amerikanske överbefälhavaren George Washington vilka deras intentioner var. De amerikanska styrkorna var för svaga för att kunna förhindra att staden intogs, men Washington var rädd för att britterna inte bara ville ta staden utan att de också hade som mål att tillintetgöra kontinentalarmén. Konventionell militär underrättelseinhämtning misslyckades med att få in uppgifter som kunde vägleda Washington. Han vände sig därför till Knowlton's Rangers och bad om en frivillig, som i förklädnad kunde bege sig bakom de brittiska linjerna. Efter någon tvekan anmälde sig Nathan Hale.

## Avrättningen

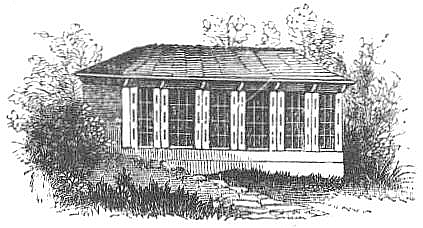
Det växthus där Nathan Hale hölls fängslad natten innan avrättningen.

I början på september nästlade sig Nathan Hale under stora svårigheter in bakom fiendens linjer på Long Island. Han var klädd i civila kläder och presenterade sig som en skolmästare vilken sökte plats. När den brittiska armén tog Manhattan den 15 september begav han sig till New York. Han återvände till Long Island för att försöka ta sig tillbaka till de egna linjerna. När det misslyckades återvände han till New York den 20 september. I staden rådde då stor förvirring; delar av staden brann, det var kravaller och myndigheterna letade efter rebellsympatisörer. Omständigheterna kring Nathans tillfångatagande är oklara, men i staden sammanträffade han med den legendariske amerikanske jägarofficeren från fransk-indianska kriget Robert Rogers vilken nu stred på den brittiska kronans sida. En hypotes är att Rogers kände igen honom och lurade honom att avslöja sitt uppdrag. En annan hypotes säger att en släkting som var lojalist angav honom. Sedan han gripits fördes Nathan direkt till den brittiska militärbefälhavaren William Howe för förhör. Nathan hade på sig anteckningar med militära underrättelser och erkände utan omsvep att han var kapten i kontinentalarmén med ett underrättelseuppdrag. Howe beordrade därför att Nathan utan rättegång skulle hängas som spion. Avrättningen verkställdes den 22 september ungefär 10 km utanför stadsgränsen. Hans kropp lämnades hängande flera dagar innan den begravdes i en omärkt grav.  

## Eftermälet
Nathan Hales minne lever som en stor amerikansk frihetshjälte vilket manifesterar sig genom en rad företeelser, inte minst i Connecticut där han sedan 1985 är officiell delstatshjälte.

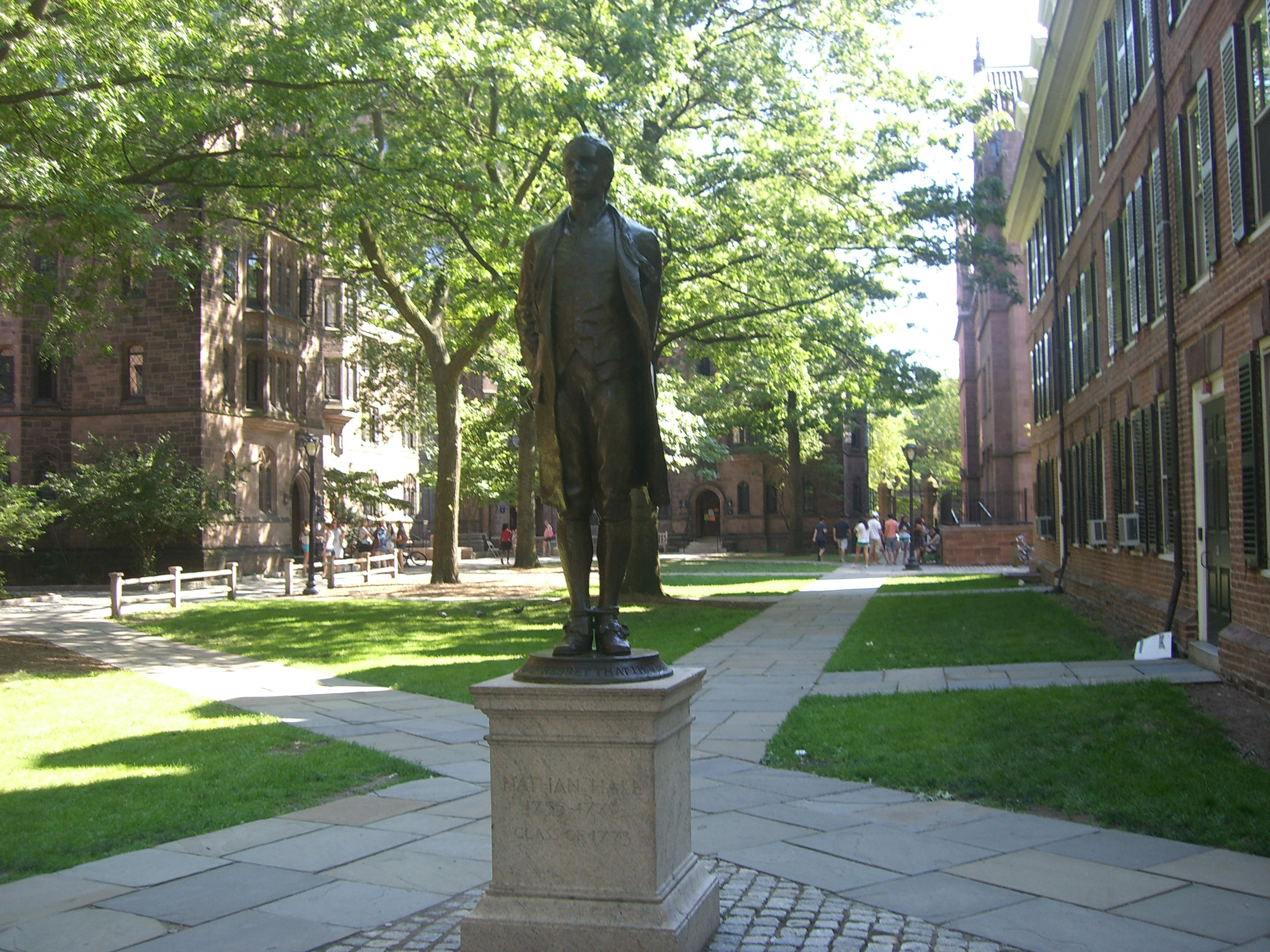
Nathan Hale står sedan 1914 staty på Yale Universitys campus.[11] Det är en av flera statyer av honom över hela USA.
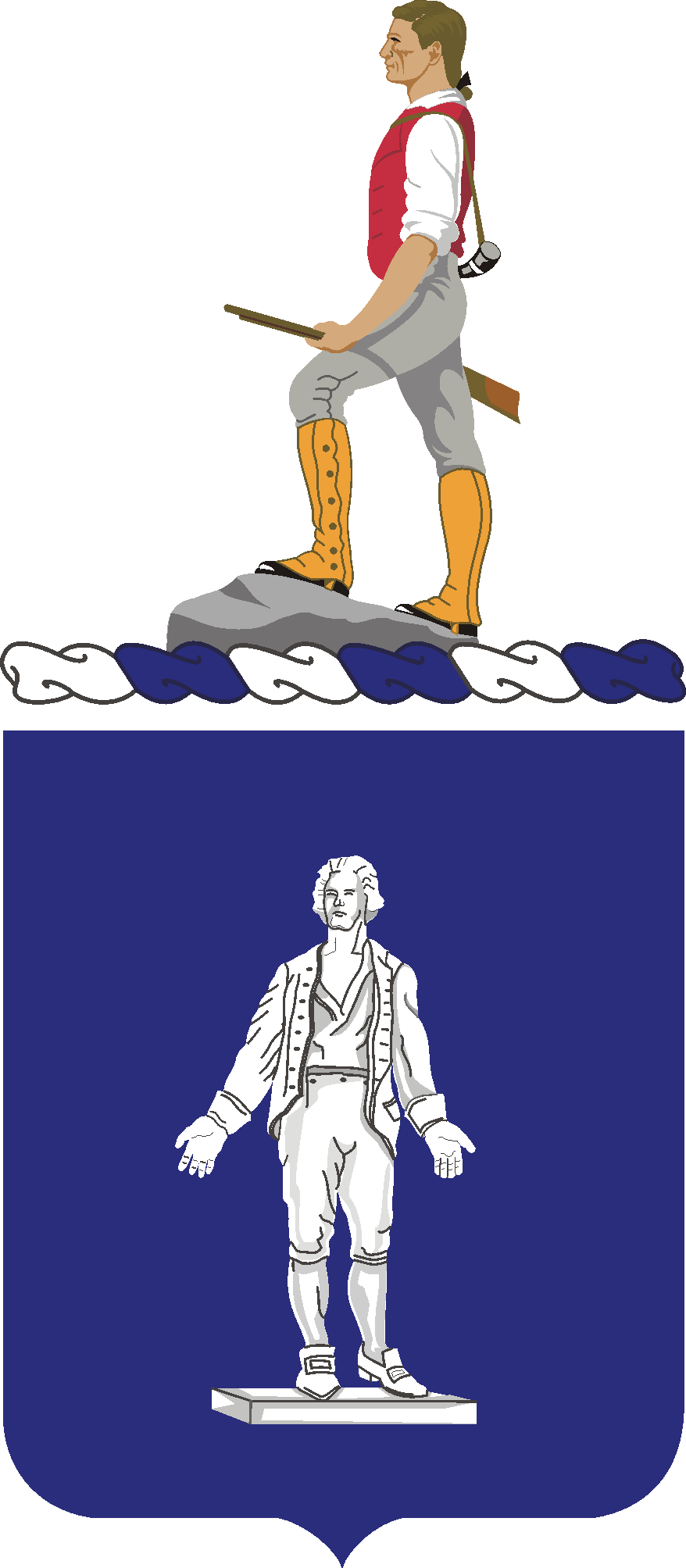
Heraldiskt vapen för 417th Regiment (Training), som avbildar Nathan Hale.
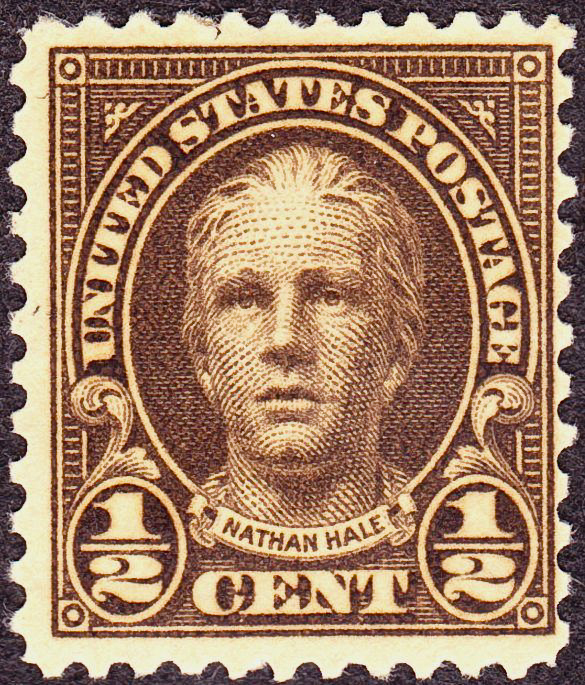
Frimärke med Nathan Hales porträtt 1925.
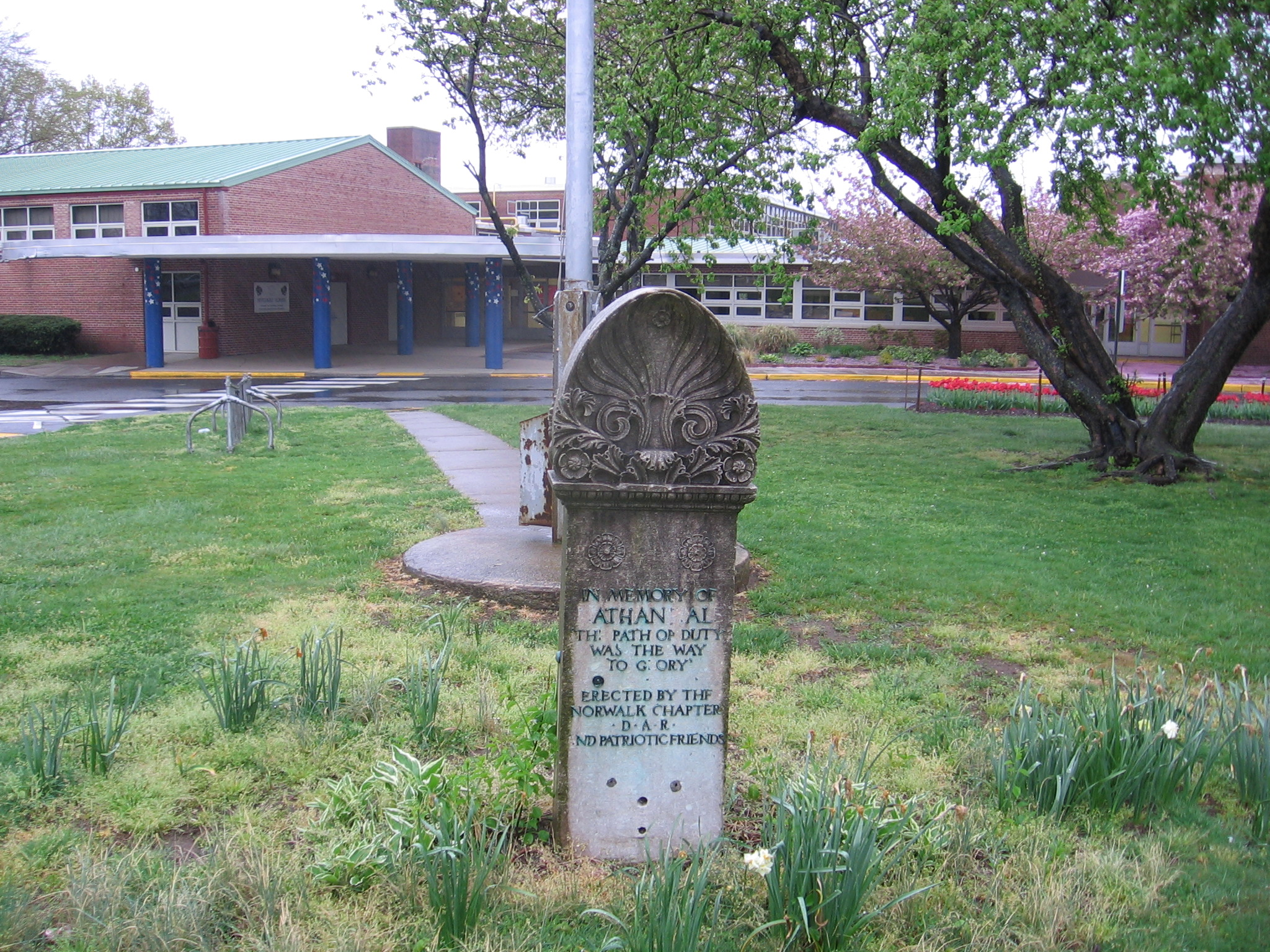
Nathan Hale Middle School i Norwalk, Connecticut.[15] En av många grundskolor och gymnasieskolor uppkallade efter honom.
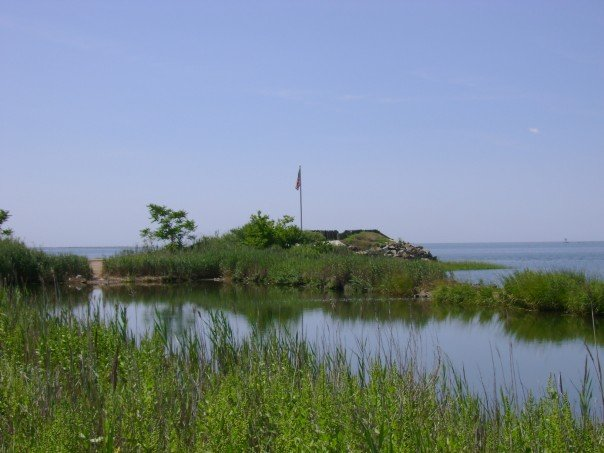
Fort Nathan Hale, en park i New Haven, Connecticut, som är ett historiskt minnesmärke.
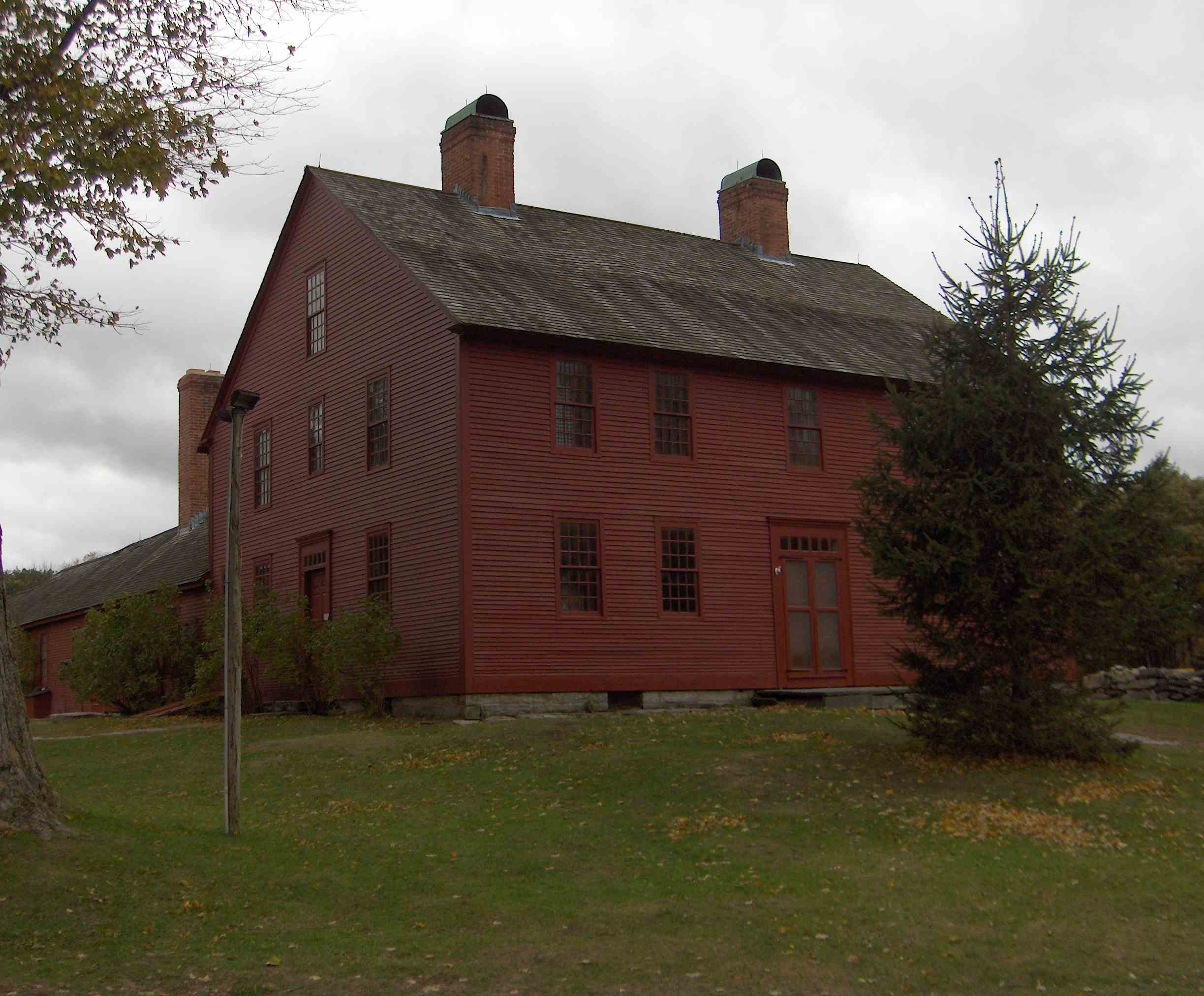
Nathan Hales barndomshem är bevarat som historiskt minnesmärke.